# Rio Japurá
Der Rio Japurá [ˌʒɐpuˈɾa] (span. Yapurá), im kolumbianischen Oberlauf Río Caquetá genannt, ist ein 2816 Kilometer langer, linker Nebenfluss des Amazonas in Südamerika.

## Flusslauf
Der Río Caquetá entspringt östlich von Pasto in den Anden im südwestlichen Kolumbien, nur etwa 10 km von den Quellen des Río Magdalena entfernt. Von dort fließt er in südöstliche Richtung nach Brasilien, wo er auf einer Fließstrecke von 733 km Rio Japurá genannt wird. Der Japurá ist mit einer mittleren Wasserführung von rund 18.600 m³/s der drittgrößte Nebenfluss des Amazonas (nach dem Rio Madeira und dem Rio Negro). Zum Rio Negro bestehen Verbindungen über mehrere natürliche Wasserwege. Die für ein Einzugsgebiet von rund 255.700 km² außergewöhnliche Größe des Flusses geht auf die hohen Niederschläge in Teilen des westlichen Amazonasbeckens zurück. Bei Tefé mündet der Strom, begleitet von vielen kleineren Seitenarmen, in den Amazonas. (Im 18. Jahrhundert sprach man von einer achtarmigen Mündung.)

## Schifffahrt
Der Caquetá wird als Schifffahrtsstraße in geringem Umfang genutzt. So dient er zum Warentransport zwischen dem Hafenort Solano und der Region um Florencia, beide im Departamento del Caquetá in Kolumbien gelegen. Auch der Japurá, also der brasilianische Flussabschnitt, wird mit Binnenschiffen geringeren Tiefgangs, so genannten Lanchas, befahren.
Eine durchgehende Schiffbarkeit scheitert an den im Osten des kolumbianischen Departamento del Caquetá liegenden Stromschnellen im engen Sandstein-Canyon von Araracuara und wird erschwert durch zahlreiche kleinere Stromschnellen. Der Fluss ist daher als künftige Wasserstraße zwischen Kolumbien und Brasilien, anders als der Río Putumayo, nicht geeignet. Im kolumbianischen Abschnitt stellen die Aktivitäten der Guerrilla ein weiteres Risiko für die Schifffahrt dar.
Japurá ist gleichzeitig eine Stadt im brasilianischen Bundesstaat Amazonas.

## Ökologische Aspekte
Entlang des Rio Japurá ist der tropische Regenwald großflächig Weidegründen und sonstigen Landwirtschaftsflächen gewichen. Die Flusslandschaft ist für ihren faunistischen Reichtum bekannt; im Fluss selbst kommen Riesenwelse, Zitteraale, Schildkröten und Kaimane vor.

## Die größten Nebenflüsse
Zu den größten Nebenflüssen gehören (flussabwärts):
- Río Orteguaza (links)
- Río Macaya (rechts)
- Río Caguán (links)
- Río Yari (links)
- Río Cahuinari (rechts)
- Río Apaporis (links)